# Tiger Joe
Pour le film d'Antonio Margheriti, voir Tiger Joe (film).
Tiger Joe est une série de bande dessinée parue la première fois en 1950 dans La Libre Belgique. Scénarisée par Charlier et Greg, elle est dessinée successivement par Hubinon, Forton et Pleyers.

## L'Histoire
Lorsque les premières planches paraissent dans la Libre Belgique en 1950 le pays est encore une puissance coloniale puisque le Congo est rattaché au plat pays depuis 1908 après avoir été possession personnelle du roi des Belges. À cela il convient de rajouter depuis la fin de la Première Guerre Mondiale le Rwanda et le Burundi ex-colonies allemandes, administrées par les Belges.
Bien que le pays ne soit jamais nommément cité, la première vignette indique que l'action se situe sur le cours d'un des affluents du Uélé, lequel se jette dans l'Oubangui qui rejoint enfin le fleuve Congo. Par ailleurs il est également fait allusion à la localité de Mbura (2e planche) qui se situerait près du lac Albert dans le nord-est du pays. Le scénariste donne d'autres indications géographiques dont les Monts Bleus (planche 7). Tout ceci est cohérent et, particulièrement à l'époque, difficile d'accès. Bref, l'action se situe dans une zone géographique où l'auteur peut laisser libre cours à son imagination sans crainte d'être démenti par les faits.
En créant cette bande d'aventures, Charlier reproduit les stéréotypes alors en vigueur, dont la fameuse Afrique mystérieuse et sauvage telle qu'imaginée par les romans populaires et les films de l'époque.
Dans cet enthousiasme bon enfant, il baptise son héros Tiger Joe, chasseur expérimenté qui promène de riches européens en quête de sensations fortes. Seul problème il n'y a pas de tigres en Afrique et on ne voit pas dès lors comment le héros aurait pu gagner ce surnom. En reprenant la série à la fin des années 1950 Greg ne s'y trompe pas en la resituant dans la péninsule indienne.
La création de Charlier et Hubinon comprend aujourd'hui 3 histoires mais en fait deux cycles.
Pour des raisons de publication en albums le premier cycle a été scindé en deux tomes de 45 pages chacun et est axé sur la recherche du légendaire cimetière des éléphants. À l'exception du personnage féminin de Sheila Keeler, le dernier épisode reprend les mêmes personnages pour une aventure de 46 planches.
De plus, Charlier reprend le principe de ces aventures exotiques en créant peu de temps après pour Spirou le personnage de Kim Devil, l'action étant cette fois transposée en Amazonie. Gérald Forton sera le dessinateur de cette courte série, c'est également lui qui reprend ultérieurement la suite des aventures de Tiger Joe en 1958 sur des scénarios de Greg.

## Albums[4]
Les histoires de Hubinon et Charlier furent intégralement reprises en albums mais à ce jour seuls 5 albums du tandem Greg/Forton (sur 7) ont été édités.
- Le cimetière des éléphants
  1. Édition Libre Belgique sous le titre Tiger Joe (album broché, 1951).
  2. Édition Deligne (album noir et blanc sous couverture souple de Géron, 1977).
  3. Édition Ludovic Trihan (album cartonné en couleur, 1985)
  4. Claude Lefranc Éditeur (album cartonné en couleur, 1988)/ NB: La réédition de l'album en 1989 proposera une couverture de René Follet.

- La piste de l'ivoire

1. Édition Deligne (album noir et blanc sous couverture souple de Géron, 1977).
2. Claude Lefranc Éditeur (album cartonné en couleur, 1988)

- Les hommes léopard
  1. Édition Deligne (album noir et blanc sous couverture souple de Géron, 1977).
  2. Claude Lefranc Éditeur (album cartonné en couleur, 1990)

Réédition des 3 albums en un seul volume en 1995 chez Claude Lefranc Éditeur.
- Safari vers l'interdit (Éditions Pan Pan, 2007)
- Menace sur le Gopal (Éditions Pan Pan, 2009)
- Le tigre aux dents de sabre (Éditions Pan Pan, 2010)
- Panique dans la brousse (Éditions Pan Pan, 2012) Histoire totalement inédite créée pour l'occasion par Gérald Forton.
- Les pirates du Bengale (Éditions Pan Pan, 2015)
- Les requins de Djaccao (Éditions Pan Pan, 2022)

## Publications
Les trois histoires de Charlier et Hubinon furent publiées dans les magazines suivants : La Libre Belgique, La Libre junior, Pistolin et Pilote.
Dans Pilote
- Le cimetière des éléphants (# 240/262 -1964)
- La piste de l'ivoire (#263/285 -1964/65)
- Les hommes léopards (#286/308 -1965)

En 1958, Forton reprend la série sur scénario de Greg. Ces aventures paraissent dans La Libre Junior.
- 1958 : Safari vers l’interdit (22 planches).
- 1958/59 : Menace sur le Gopal (22 planches).
- 1959 : Le tigre aux dents de sabre (22 planches).
- 1959/60 : Les pirates du Bengale (22 planches).
- 1960 : Les requins de Djaccao (22 planches).
- 1960/1961 : La loi de cobra (22 planches).
- 1961 : Le dragon de feu (22 planches).

La série est reprise plus tard par Pleyers. Un projet de reprise par Eddy Paape sur scénario de Greg n’aboutit pas mais donne naissance à la série Johnny Congo. La préface de L'intégrale Jean Valhardi, tome 3 (Dupuis, 2017), reproduit une note de frais de mai 1951 indiquant que le dessinateur a réalisé l'encrage d'épisodes dessinés par Victor Hubinon.